# Casa di Orfeo

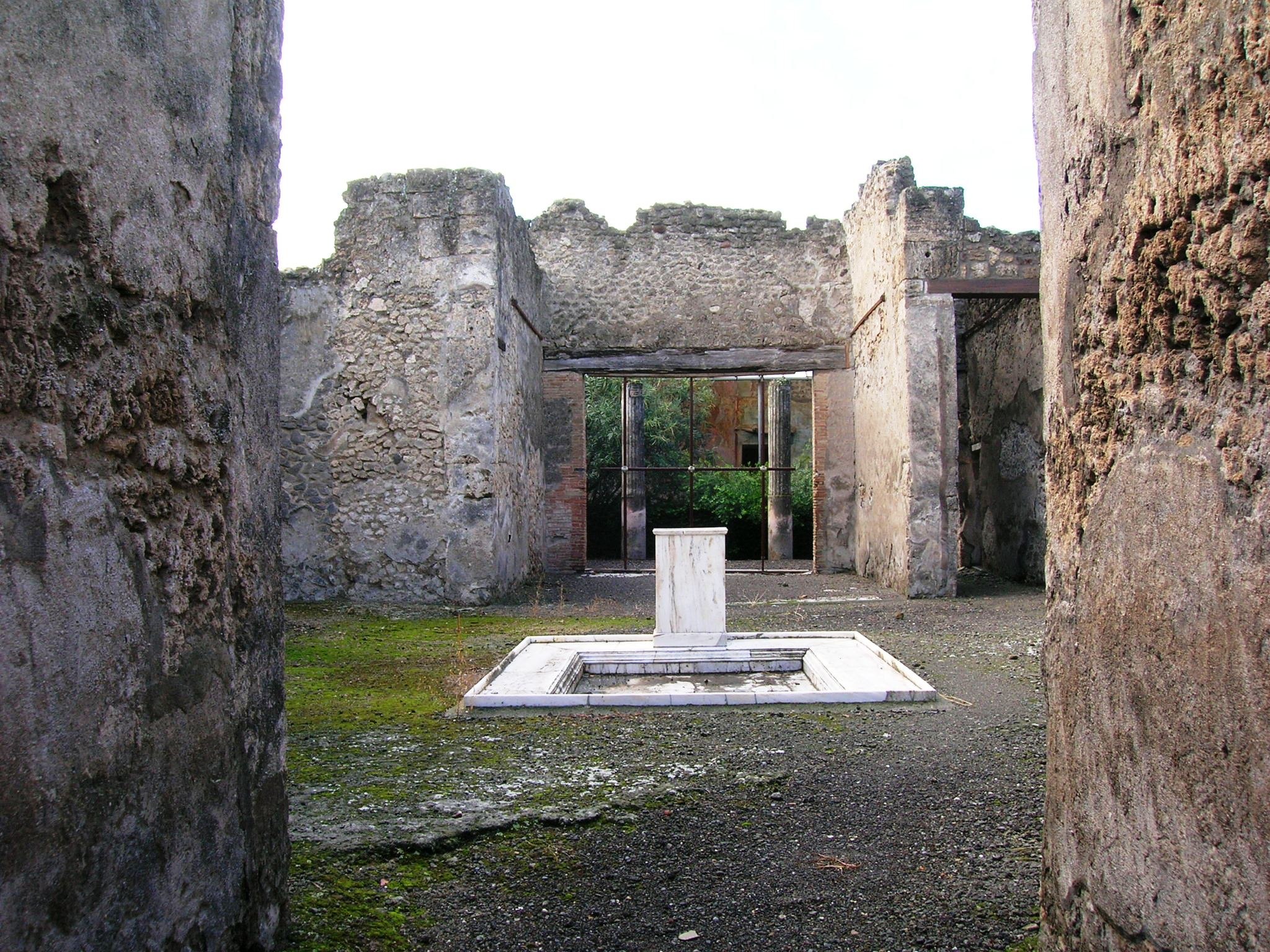
L'atrio

La casa di Orfeo o di Vesonius Primus (VI 14, 20) è una casa di epoca romana, sepolta durante l'eruzione del Vesuvio del 79 e ritrovata a seguito degli scavi archeologici dell'antica Pompei: è così chiamata perché al suo interno si conserva un affresco raffigurante Orfeo

## Storia e descrizione
Così come il resto degli edifici di Pompei, anche la casa di Orfeo fu sepolta sotto una coltre di ceneri e lapilli durante l'eruzione vesuviana del 79; venne riportata alla luce durante gli scavi di epoca borbonica nel 1834 ed esplorata poi nuovamente nel 1874.

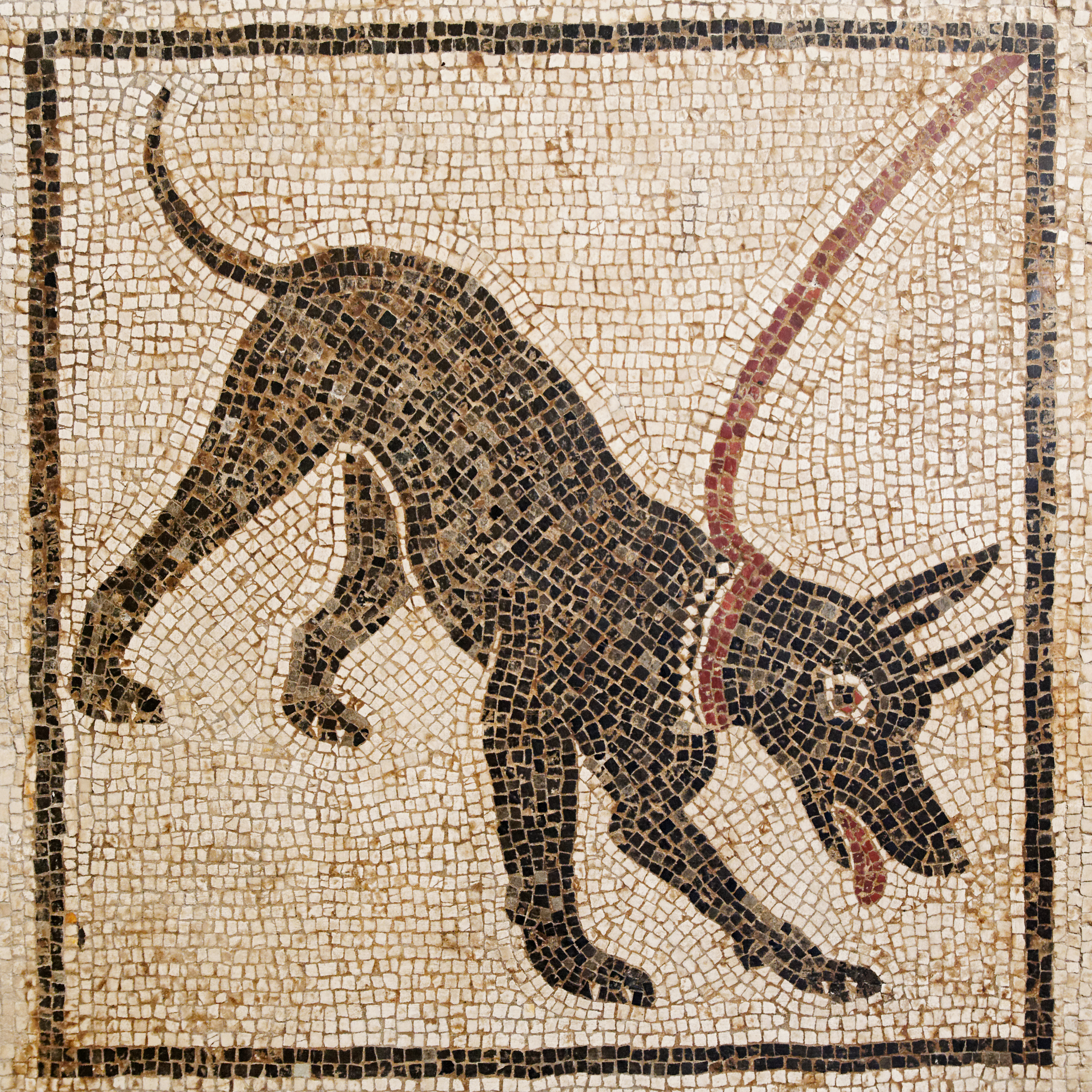
Il mosaico del cane

La casa presentava al momento dello scavo, sulle mura esterne, diverse iscrizioni elettorali, che riportavano il nome del proprietario, Vesonius Primus, a cui apparteneva anche una vicina fullonica; superato l'ingresso si accede all'atrio, con impluvium in marmo e fontana e resti di stucco alle pareti, in larga parte andati perduti a seguito delle vibrazioni causate dai bombardamenti durante la seconda guerra mondiale: in questo ambiente, tra l'apertura del tablino e del corridoio, venne anche ritrovata un'erma in marmo, raffigurante Vesonius Primus, conservata all'antiquarium di Pompei. Nell'atrio fu inoltre realizzato il calco di un cane, conservato anch'esso all'antiquarium, rimasto intrappolato durante l'eruzione poiché legato al guinzaglio e morto soffocato: la colata di gesso, oltre alla drammaticità dell'espressione dell'animale, ha permesso di accertare la presenza di un collare in cuoio con due anelli in bronzo. Intorno all'atrio si aprono diversi cubicoli, dove anche in questo caso si conservano diverse decorazioni parietali in stucco: in particolare in uno è stato rinvenuto, il 23 febbraio 1875, un mosaico pavimentale raffigurante un cane, staccato e conservato al museo archeologico nazionale di Napoli; opera simile fu scoperta in una stanza attigua. Segue quindi il tablino, con tracce di pavimentazione a mosaico a forme geometriche con tessere in bianco e nero e poi il peristilio, formato da otto colonne stuccate e scanalate nella parte alta, disposte su due lati: nel giardino, oltre ad una nicchia, all'interno della quale venne ritrovata una statuetta in bronzo rappresentante Giove con in mano un fulmine, si conserva, ad una parete, l'affresco che dà il nome alla casa, rinvenuto il 20 novembre 1874, l'unico con tale soggetto conservato a Pompei, ossia quello di Orfeo mentre suona la lira circondato da diversi animali come un leone, una pantera, un cinghiale, una lepre, diversi uccelli e anche dei medaglioni con all'interno delle figure umane. Sul giardino affacciano diversi ambienti tra cui due triclini, uno con un affresco di un paesaggio, con intorno figure naturali e animali e l'altro con un affresco di un paesaggio di montagna, ancora visibile al momento dello scavo, ma poi quasi del tutto scomparso a causa del cattivo stato di conservazione ed una stanza, con pavimento a mosaico a motivi geometrici, che su una parete presenta un affresco tripartito con ai lati elementi architettonici ed al centro la raffigurazione di Cupido: nella stessa sala, sull'architrave, si osserva un uccello che mangia frutta. La casa era dotata anche di un piano superiore, crollato a seguito dell'eruzione e di cui resta solo la base della scala d'accesso.